# Judith Maldonado
Judith Maldonado Mojica (Bucaramanga, 3 de abril de 1977) es una abogada, activista social y política colombiana.
Es integrante del movimiento Voces de Paz y Reconciliación. Ha recibido diferentes reconocimientos por su trabajo en defensa de los Derechos Humanos en Colombia, especialmente a partir de su trabajo junto a mujeres y víctimas del conflicto armado, así como por su constante acompañamiento a comunidades campesinas e indígenas. Entre los premios recibidos, se destacan una distinción de la Embajada Británica en Colombia y el Premio Internacional Shalom.
En 2015, fue candidata a la gobernación de Santander con el aval del Polo Democrático y la Unión Patriótica. En diciembre de 2016, fue elegida como una de las seis integrantes de Voces de Paz y Reconciliación, una iniciativa ciudadana que tiene asiento en el Congreso de Colombia para acompañar la implementación del acuerdo de paz del gobierno nacional con las FARC-EP.

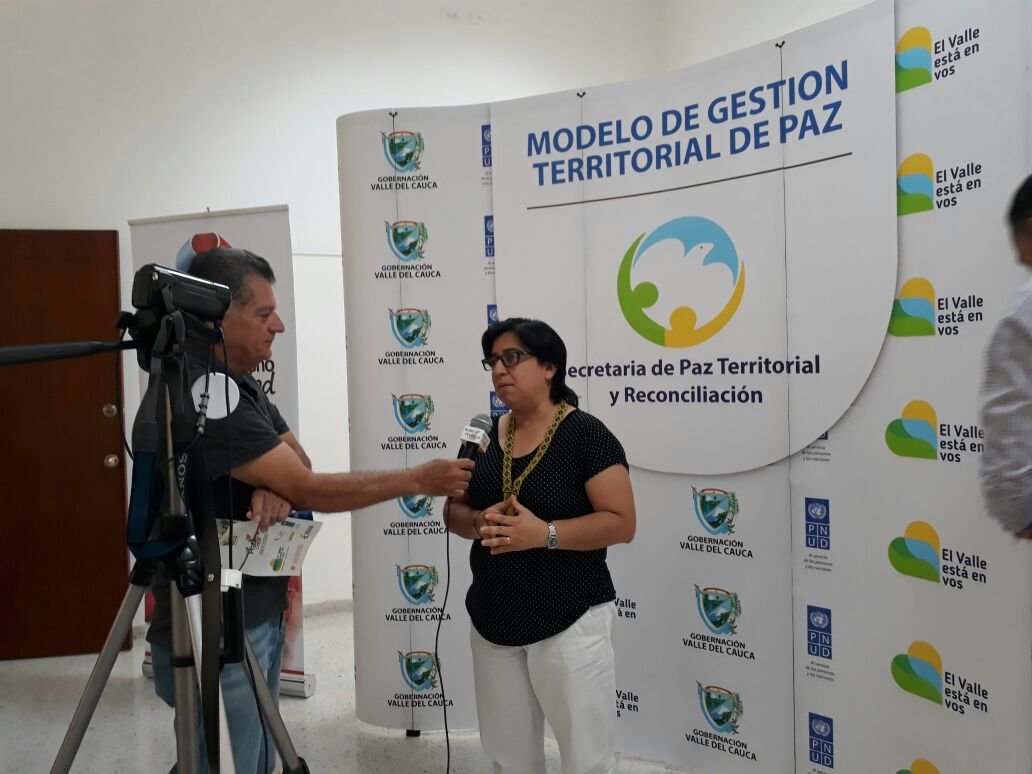
Dando una entrevista para la TV durante un Congreso de Paz en Colombia

## Formación académica
Nacida en Bucaramanga, la menor de tres hermanos, Judith Maldonado se recibió de abogada en 2002 en la Universidad Industrial de Santander (Bucaramanga), aunque desde el 2001 ha focalizado su trabajo en el departamento de Norte de Santander. Además, el 31 de marzo de 2017 se graduó como Magíster en el Derecho Internacional Humanitario ante organismos tribunales y cortes internacionales en la Universidad Santo Tomás. Actualmente dirige la «Corporación Construyendo Poder Democracia y Paz», que realiza trabajo social en el estado de Norte de Santander.

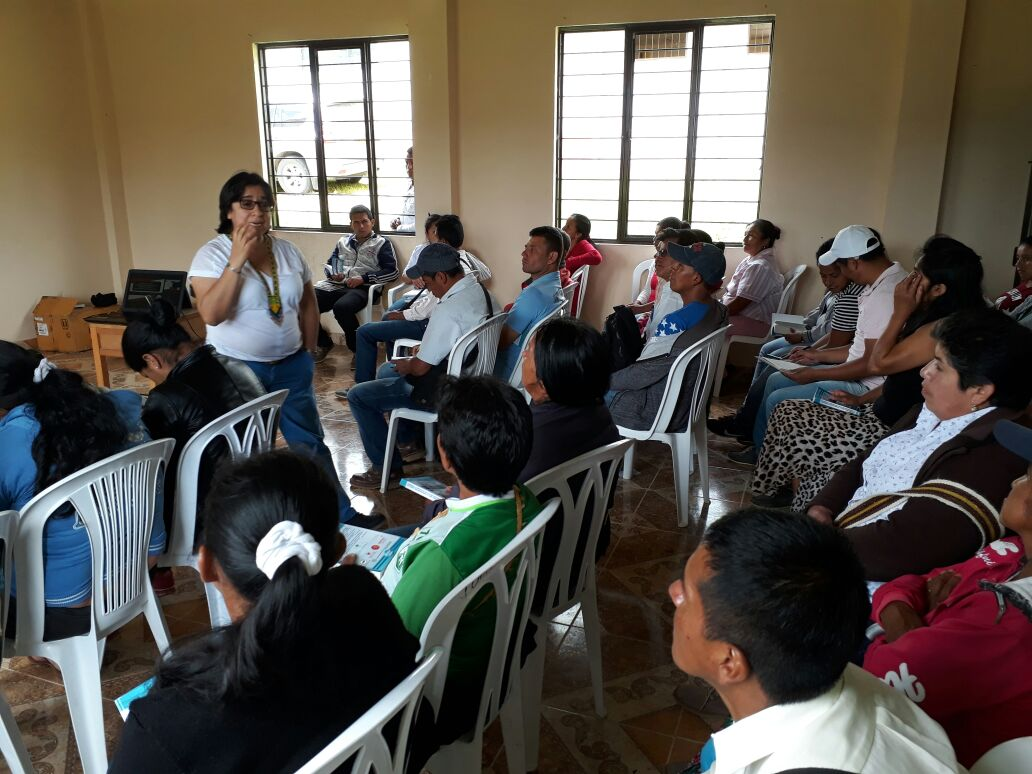
Judith Maldonado durante un taller de paz dictado en la comunidad campesina de Santa Leticia, Cauca.

## Distinciones
Reconocida por su trabajo en acompañamiento de víctimas del conflicto armado en Colombia, así como por las continuas labores realizadas en las comunidades campesinas e indígenas del país y su incansable defensa de los Derechos Humanos —con foco de actuación en el departamento de Norte de Santander, pero también en Vichada, Arauca, Santander y toda la región del Magdalena Medio —, Maldonado recibió numerosas distinciones a lo largo de su trayectoria como abogada y activista social. Entre ellas, la Distinción como Defensora de Derechos Humanos (otorgada por la Embajada Británica en Colombia, en septiembre de 2010), el Premio Internacional Shalom Trabajo en defensa de la Justicia y la Paz en 2011 y el Premio Nacional a la Defensa de los Derechos Humanos en Colombia en la categoría «Defensor del Año» en septiembre de 2012. Además, en 1994,  fue premiada, como reconocimiento al mejor bachiller, con la Distinción Andrés Bello (otorgada por el Ministerio de Educación).
En repetidas ocasiones, Maldonado expresó que, para ella, ser abogada no significa una profesión de élite, y sí, en cambio, una obligación de estar al servicio del pueblo. Además, como ella misma destacó, "lo que más hecho en mi vida es trabajar como educadora popular en sectores marginados y oprimidos, ayudar al desarrollo y formación de capacitaciones".

## Candidata a gobernadora
El 26 de julio de 2015, fue avalada por el Polo Democrático y la Unión Patriótica para inscribir su candidatura a la gobernación de Norte de Santander ante la Registraduría Nacional. Su postulación partió, como mandato popular, de los sectores sociales y populares con los que ella llevaba trabajando varios años. 
Los cinco ejes en los que se asentaba su plan de gobierno eran los siguientes: 1) Justicia, equidad social y unidad popular; 2) Desarrollo alternativo; 3) Infraestructura vial; 4) Territorio ambiental y protegido y 5) Humanismo y construcción para la paz.
En las elecciones del 25 de octubre, finalizó en la cuarta posición, con 70.490 votos (12,38%), por detrás de William Villamizar Laguado, Juan Carlos García Herreros Cabrera y Milla Patricia Romero Soto.

## Integrante de Voces de Paz y Reconciliación
El 24 de noviembre de 2016, el Comandante en Jefe de las FARC-EP, Rodrigo Londoño Echeverri, alias “Timochenko”, firmó, en nombre de la guerrilla, el Acuerdo Final de Paz con Juan Manuel Santos, presidente de Colombia, para culminar el conflicto bélico en Colombia. El punto tres del acuerdo, que refiere a las “Garantías para el nuevo partido o movimiento político” de la guerrilla, generó las condiciones para el nacimiento de la agrupación Voces de Paz y Reconciliación, que, según lo pactado, debía tener asiento en el Congreso para acompañar la implementación del acuerdo. 
Junto a Jairo Estrada y Pablo Cruz, Maldonado fue elegida como representante de la organización en el Senado, con voz pero sin voto. Actualmente, se encuentra desempeñando esa labor. 
Respecto a su ingreso en la agrupación, manifestó: “Esta fue una iniciativa ciudadana de organizaciones y de personas que en los últimos meses veníamos encontrándonos de una manera muy decidida y comprometida en todo el trabajo de pedagogía de paz y sobre todo en la defensa del acuerdo que se materializó con la promoción por el ‘Sí’”.